# Ai Laika!
Ai Laika! — київський гурт, що існує з 2008-го року. Складається з трьох учасниць — Лера (вокал, гітара), Настя (вокал, бас-гітара), Люся (ударні). Раніше дівчата грали в таких гуртах як Swallow!Swallow!Splinter! та Undercurrents. Ai Laika! грають суміш веселого танцювального панку та гаражного року.
На думку порталу UAROCK входить у п'ятірку найперспективніших українських виконавців у стилі панк-рок.

## Історія
У 2010 році вийшло їх перше демо, на якому було представлено 6 пісень. У 2012-му було випущено «Pretissimo ЕР», на якому представлено 4 нові пісні.
Гурт отримав не малу популярність у Києві та за його межами. Ai Laika! виступали на декількох фестивалях в Україні, в тому числі Гогольфест 2012 та Росії і зараз теж активно продовжують свою концертну діяльність.
18 грудня 2013 року виходить третій міні-альбом гурту, що складається з 4 треків та каверу на пісню гурту Ace of Base «All that she wants». 22 березня 2013 року з нагоди виходу нового альбому київської групи Ai Laika! вуличний художник Максим Андрусів зробив роботу на знаменитій набережній.
На честь 10-річчя від заснування гурту колектив зібрався в оновленому складі і звучанні та зіграє декілька концертів. Перший концерт відбувся у Києві в клубі Mezzanine 22 червня 2018.

## Склад
- Лєра — вокал, гітара
- Настя — вокал, бас-гітара
- Люся — ударні, бек-вокал
- Рома — гітара, бек-вокал

Схема

## Дискографія

### Міні-альбоми
- Demo (2010)
- Pretissimo (2012)
- Kids (2013)